# Jim Barnes (golfer)
James Martin (Jim) Barnes (Cornwall, 8 april 1886 – East Orange, 24 mei 1966) was een Engelse golfprofessional die in 1906 naar de Verenigde Staten emigreerde, maar nooit een Amerikaan werd.
Jim werd op 8 april 1886 in Lelant in Cornwall geboren. Hij begon als caddie en leerde later ook golfstokken maken. Nadat hij geëmigreerd was, werkte hij onder meer in San Francisco, Canada en Florida. In 1921 won hij het Florida Open en hij werkte van 1923-1926 op de Temple Terrace Golf & Country Club in Temple Terrace, Florida, toen daar in 1924 en 1925 het Florida Open werd georganiseerd. 
Hij was 80 jaar toen hij in East Orange overleed.

## Majors
Barnes won in totaal vier toernooien die nu gezien worden als een Major. Zijn eerste overwinning was voor hem de belangrijkste, toen hij in 1916 in de finale van de eerste editie van het US PGA Championship zijn vriend Jock Hutchison met 1up versloeg. Ook de tweede editie, die wegens de oorlog pas in 1919 gespeeld werd, won hij. 
Vanaf 1912 deed hij zeventien keer mee aan het US Open, hij won het US Open in 1921, eindigde daarnaast nog drie keer in de top 4 en miste slechts eenmaal de cut.
Na de Eerste Wereldoorlog speelde hij tien keer in het Brits Open, waarbij hij acht keer in de top 7 eindigde, inclusief een overwinning in 1925 op de Prestwick Golf Club.
Gewonnen
- 1916: US PGA Championship
- 1919: PGA Championship (Verenigde Staten)
- 1921: US Open
- 1925: British Open

| Toernooi              | 1912 | 1913 | 1914 | 1915 | 1916 | 1917 | 1918 | 1919 | 1920 | 1921 |      |
| --------------------- | ---- | ---- | ---- | ---- | ---- | ---- | ---- | ---- | ---- | ---- | ---- |
| US Open               | T18  | T4   | T13  | T4   | 3    | =    | =    | T11  | T6   | 1    |      |
| The Open Championship | =    | =    | =    | =    | =    | WWI  | WWI  | WWI  | T5   | T7   |      |
| PGA Championship      |      |      |      |      | 1    | WWI  | WWI  | 1    | R16  | 2    |      |
| Toernooi              | 1922 | 1923 | 1924 | 1925 | 1926 | 1927 | 1928 | 1929 | 1930 | 1931 | 1932 |
| US Open               | T24  | T12  | =    | T29  | MC   | T24  | T36  | T21  | T39  | =    | T55  |
| The Open Championship | T2   | =    | T7   | 1    | T14  | T13  | T6   | T7   | T6   | =    | =    |
| PGA Championship      | R32  | FQ   | 2    | =    | R32  | =    | R16  | =    | FQ   | =    | =    |

- FQ = failed to qualify (niet gekwalificeerd)
- R32 = Ronde van 32 spelers gehaald
- WWI = niet gespeeld wegens de Eerste Wereldoorlog

| Winnaar |  | Top-10 |